# Karl Pfister (Radsportler)
Karl Pfister (* 23. Juni 1901; † unbekannt) war ein deutscher Radrennfahrer und nationaler Meister im Radsport.

## Sportliche Laufbahn
Pfister war im Straßenradsport und im Bahnradsport aktiv. Die nationale Meisterschaft im Mannschaftszeitfahren gewann er als Amateur mit seinem Verein „RV 1889 Schweinfurt 1920“ gemeinsam mit Alois Schneidawind, Richard Zeissner, Adam Sachs, August Köhler, Otto Schmidt, Josef Lendner, Jakob Buchner und Franz Lorenz. 1921 verteidigte die Mannschaft diesen Titel. 1922 und 1923 wurde er jeweils mit seinem Team Vizemeister. 1921 und 1922 siegte er im Eintagesrennen Rund um Spessart und Rhön. 1921 wurde er Zweiter bei Rund um Köln hinter Peter Roggenbruck. 
Von 1924 bis 1927 war er Berufsfahrer. Bei den Profis wurde er 1924 Vizemeister hinter Paul Kohl und Zweiter bei Rund um Frankfurt. Im Großen Straßenpreis von Hannover belegte er in jener Saison den dritten Platz. 1925 wurde er Sieger von Rund um Frankfurt vor Richard Huschke. Auf der Bahn gewann er 1921 den Silbernen Adler von Köln, ein traditionsreicher Rennen im Zweier-Mannschaftsfahren. Sein Partner war Adam Sachs.